# 電離圈灣
電離圈灣是南極洲的海灣，位於阿黛利地，處於德庫維特角東部，在1951年由法國探險隊繪入地圖，該海灣現時由南極條約體系管理。
66°46′S 141°35′E / 66.767°S 141.583°E